# Mihla
Mihla è una frazione (Ortsteil) della città tedesca di Amt Creuzburg.

## Storia
Il 31 dicembre 2019 il comune di Mihla venne fuso con la città di Creuzburg e con il comune di Ebenshausen, formando la nuova città di Amt Creuzburg.